# 1922 في الجزائر
الأحداث من عام  1922 في الجزائر.

## الأحداث
- يناير – مدرسة الشبيبة الإسلامية، المعروفة بمدرسة الشبيبة، كانت أوّل المدارس الإسلامية التقدمّية المعروفة في الجزائر

## المواليد
- – كريم بلقاسم– سياسي وعسكري جزائري راحل

## الوفيات
- جول ايميه باتاندييه–(من مواليد 1848) –عالم نبات ومستكشف فرنسي (74 سنة)